# Lambda del Bover
Lambda del Bover (λ Bootis) és un estel pertanyent a la constel·lació del Bover amb una magnitud aparent +4,18.

## Denominació tradicional
En la tradició astronòmica àrab, aquest estel juntament amb les Aselli (Asellus Primus (Theta (θ) del Bover), Asellus Secundum (Iota (ι) del Bover) i Asellus Tertius (Kappa (κ) del Bover) formen l'asterisme denominat Auladhíba (ألعولد ألذعب - al aulād al dhiʼb) que significa "Els cadells de les hienes" i al·ludeixen a un altre asterisme conegut com Les hienes compost pels estels més brillants del sector superior del Bover: Nekkar (Beta (β) del Bover), Seginus (Gamma (γ) del Bover), Princeps (Delta (δ) del Bover) i Alkalurops (Mu (μ) del Bover).

## Característiques
Es troba a 97 anys llum del Sistema Solar.És un estel blanc de la seqüència principal classificat com A0p. Amb una temperatura efectiva de 8900 K, és 16 vegades més lluminosa que el Sol, paràmetres que corresponen a un estel amb una massa doble de la solar.
Catalogat com a estel peculiar, el principal interès de Lambda Bootis radica en la seva composició química. Mentre les capes exteriors de l'estel estan empobrides (en un factor de ~ 10) en metalls tals com a crom, bari, níquel i titani, el contingut d'altres elements és més o menys normal. Aquestes estrelles, denominades estrelles Lambda Bootis, són escasses, sent conegudes només unes 50 estels d'aquest tipus. En altres estels, com Gienah Gurab (γ Corvi), els continguts anòmals de certs elements són causats per la separació d'elements en una atmosfera quiescent. Aquest no és el cas de Lambda Bootis, de qui la velocitat de rotació projectada és de 128 km/s; considerant que el seu radi és un 70 % major que el radi solar, implica un període de rotació inferior a 0,66 dies. La idea predominant és que aquests estels en una edat primerenca es trobaven envoltats per un gruixut núvol de gas i pols. És ben conegut que els grans de pols interestel·lar absorbeixen àtoms metàl·lics del gas, propiciant un empobriment del gas. Pot succeir que la pressió de radiació de l'estel mantingui apartat la pols mentre que el gas s'integra dins de l'estel.